# Hipòdrom de Can Tunis

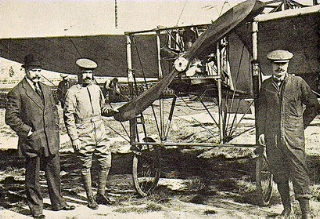
Primer vol en aeroplà d'Espanya (1910), pel pilot francès Julien Mamet.

L'hipòdrom de Can Tunis va ser un recinte hípic situat al barri de Can Tunis de Barcelona.

## Història
Es va inaugurar al setembre de 1883, amb el patrocini del Cercle Eqüestre de Barcelona i el Foment de la Cria Cavallina. Estava emplaçat en un terreny dessecat de l'antic estany del port de Barcelona, amb unes dimensions de 9 hectàrees. El projecte constructiu va anar a càrrec de la Companyia Francesa de Carreres de Cavalls. La pista tenia 300 metres de llarg per 16 d'ample, mentre que la tribuna estava dissenyada per a uns mil espectadors; hi havia també una pelouse central a la qual podia accedir el públic. El recinte comptava també amb uns jardins, quadres, oficines, un restaurant i una zona recreativa. L'hipòdrom va ser un emblema de la burgesia i l'aristocràcia barcelonina de finals del segle xix, tot i que des de començaments del segle xx va començar a declinar, i des de llavors va ser destinat també a altres esdeveniments esportius, com el futbol i l'aeronàutica: aquí es va realitzar el primer vol en aeroplà de tot Espanya, el 12 de febrer de 1910, pel pilot francès Julien Mamet a bord d'un Blériot XI amb motor de 25 CV. Finalment, l'hipòdrom va ser clausurat el 1934.